# .arpa
.arpa是互联网域名系统上一個专门用于互联网基础设施配置的頂級域。其名称最初是缩写自高等研究計劃署（Advanced Research Projects Agency，ARPA），也就是现在互联网的雏形网络ARPANET的主管部门。现在其标准名称对应为“地址路由参数域（Address and Routing Parameter Area）”。直到2015年，它是IANA顶级域分类中的一个分类——基础设施顶级域（infrastructure top-level domain）内的唯一顶级域。
现在其中的两个二级域名，“in-addr.arpa”和“ip6.arpa”，用于对应IPv4和IPv6的DNS反向查询功能。

## 历史
.arpa是最早被设置入现有域名系统的一个域，其最初目的是作为一个临时域，以便将ARPANET主机名命名约定和主机名表转换方式过渡到域名系统中。在1983年订立域名系统的标准时，ARPANET主机的域名被定义为直接在原有主机名上添加.arpa后缀。之后随着引入更多的分类顶级域来代替，该方式被废弃了。虽然如此，但是该顶级域仍没移除，因为其仍被用于DNS反向查询等功能，例如IPv4地址会以点分十进制倒序的方式记为in-addr.arpa的子域名，该子域名的PTR值则记录该地址所对应的域名。
原计划一个新的顶级域“.int”会被设立，用来替代该域名的数据库结构机制，但2000年5月原计划被推翻，本顶级域的功能仍被保留，新的顶级域被用于国际组织的域名分类。而这次计划变更后，本顶级域被赋予正式的官方名称，名称被定为“地址路由参数域（Address and Routing Parameter Area）”。
2010年3月开始，该顶级域使用DNSSEC进行签名认证。